# Ibituruna
Ibituruna is een gemeente in de Braziliaanse deelstaat Minas Gerais. De gemeente telt 2.938 inwoners (schatting 2009).

## Aangrenzende gemeenten
De gemeente grenst aan Bom Sucesso, Ijaci, Itumirim, Itutinga en Nazareno.